# San Benito (Bolivia)
Cuchumuela è un comune (municipio in spagnolo) della Bolivia nella provincia di Punata (dipartimento di Cochabamba) con 13.500 abitanti (dato 2010).

## Cantoni
Il comune è suddiviso in 3 cantoni:
- Huaricaya
- San Benito
- Sunchu Pampa